# NIFL Premier Intermediate League
De NIFL Premier Intermediate League is de derde hoogste voetbalklasse in Noord-Ierland, na de NIFL Premiership en de NIFL Championship.
De IFA Intermediate League volgde de Irish Football League Second Division op die in 2003 opgericht werd. Voor de reorganisatie in 2003 waren er slechts twee hoofdklassen in het Ierse voetbal.
De IFA Interim Intermediate League is een tijdelijke competitie die enkel geldt voor het seizoen 2008/09. De competitie werd opgericht voor leden van de IFA Intermediate League, die in 2008 ontbonden werd, en die geen licentie kregen voor de IFA Championship. Leden van de Intermediate League hebben één jaar de tijd om te voldoen aan de eisen van de Championship. Het IFA Championship, later NIFL Championship werd op twee niveaus gespeeld waarbij het tweede niveau aan te merken valt als derde competitieniveau. In 2016 werd met het NIFL Premier Intermediate League weer een zelfstandig derde niveau gecreëerd.

## Kampioenen
Irish League Second Division
- 2003/04   Coagh United

IFA Intermediate League Second Division
- 2004/05   Tobermore United
- 2005/06   Portstewart
- 2006/07   Ballyclare Comrades
- 2007/08   Dergview

IFA Interim Intermediate League
- 2008/09 Harland & Wolff Welders FC

IFA Championship 2
- 2009/10 Harland & Wolff Welders FC
- 2010/11 Warrenpoint Town FC
- 2011/12 Coagh United FC
- 2012/13 Knockbreda FC

NIFL Championship 2
- 2013/14 Armagh City
- 2014/15 Bangor FC
- 2015/16 Limavady United FC

NIFL Premier Intermediate League
- 2016/17 Limavady United FC
- 2017/18 Dundela FC
- 2018/19 Queens University Belfast AFC
- 2019/20 Annagh United FC
- 2020/21 Geen competitie vanwege Coronapandemie
- 2021/22 Newington FC
- 2022/23 Bangor FC
- 2023/24 Limavady United FC
- 2024/25 Warrenpoint Town FC

Ballymacash Rangers ·
Banbridge Town ·
Coagh United ·
Dergview ·
Dollingstown ·
Knockbreda ·
Lisburn Distillery ·
Moyola Park ·
Portstewart ·
Queens University ·
Rathfriland Rangers ·
Tobermore United ·
Warrenpoint Town
Albanië ·
België · 
Bulgarije ·
Curaçao ·
Cyprus · 
Denemarken · 
Duitsland · 
Engeland · 
Estland · 
Finland · 
Frankrijk · 
Georgië · 
Gibraltar ·
Griekenland · 
Italië · 
Kroatië · 
Luxemburg · 
Nederland · 
Noord-Ierland · 
Noord-Macedonië · 
Noorwegen · 
Oekraïne · 
Oostenrijk · 
Polen · 
Portugal · 
Roemenië · 
Rusland · 
Schotland · 
Servië · 
Slovenië · 
Slowakije · 
Spanje · 
Tsjechië (Moravië / Bohemen) ·
Turkije · 
Wales · 
Zweden · 
Zwitserland